# Mansions and Millions
Das Label Mansions and Millions wurde Anfang 2015 von Anton Teichmann, der zuvor unter anderem für die Labels Sinnbus und Morr Music gearbeitet hat, in Berlin gegründet. Ein Hauptaugenmerk stellen Künstler aus Berlin-Neukölln dar. Zunächst übernahm Morr Music den Vertrieb, seit 2020 Cargo Records. Mansions and Millions ist auch als PR-Agentur, Musikverlag (in Zusammenarbeit mit Kick The Flame) und Konzertveranstalter aktiv.
2015 organisierte das Label den „Cassette Store Day“ in Deutschland, 2016 war das Label Mitorganisator des Off-Kultur Festivals in Berlin, welches ein breites Medienecho hervorrief. 2019 porträtierte das Musikmagazin Arte Tracks die Musikszene in Neukölln rund um das Label.
2020 feierte das Label sein 5-jähriges Bestehen mit einer Labelcompilation und einem Konzert im Berliner Urban Spree. Das Label wurde unter anderem vom Berliner Tagesspiegel, der taz, dem Kaput Magazin und dem Radiosender FluxFM porträtiert.
Im gleichen Jahr gewann das Label beim VUT Indie Award den Preis in der Kategorie „Bestes Label“.
Das Stadtmagazin tip berlin nannte das Label unter den „12 Berliner Musiklabels, die man kennen muss“. Der Journalist Thomas Venker beschreibt das Label und die dazugehörige Szene als „Neudefinition von Indie unter den veränderten Sound- und Politikparadigmen unserer postglobalisierten Welt“. Stilistisch wurden die Veröffentlichungen des Labels als „Popmusik mit Kante“ oder „Pop, der nicht harmlos klingen muss“ beschrieben.